# Libertad de elección
La libertad de elección describe la oportunidad y la autonomía de un individuo para realizar una acción seleccionada de al menos dos opciones disponibles, sin restricciones por parte de terceros.

## En derecho
En el debate sobre el aborto, por ejemplo, el término "libertad de elección" puede utilizarse en defensa de la posición de que una mujer tiene el derecho de determinar si procederá o terminará un embarazo. Del mismo modo, otros temas como el derecho a morir, la anticoncepción, y el matrimonio entre personas del mismo sexo a veces se discuten en términos de un derecho individual de "libertad de elección". Algunas cuestiones sociales, como por ejemplo la "prohibición de la soda" de Nueva York, han sido defendidas y opuestas en referencia a la "libertad de elección".

## En economía

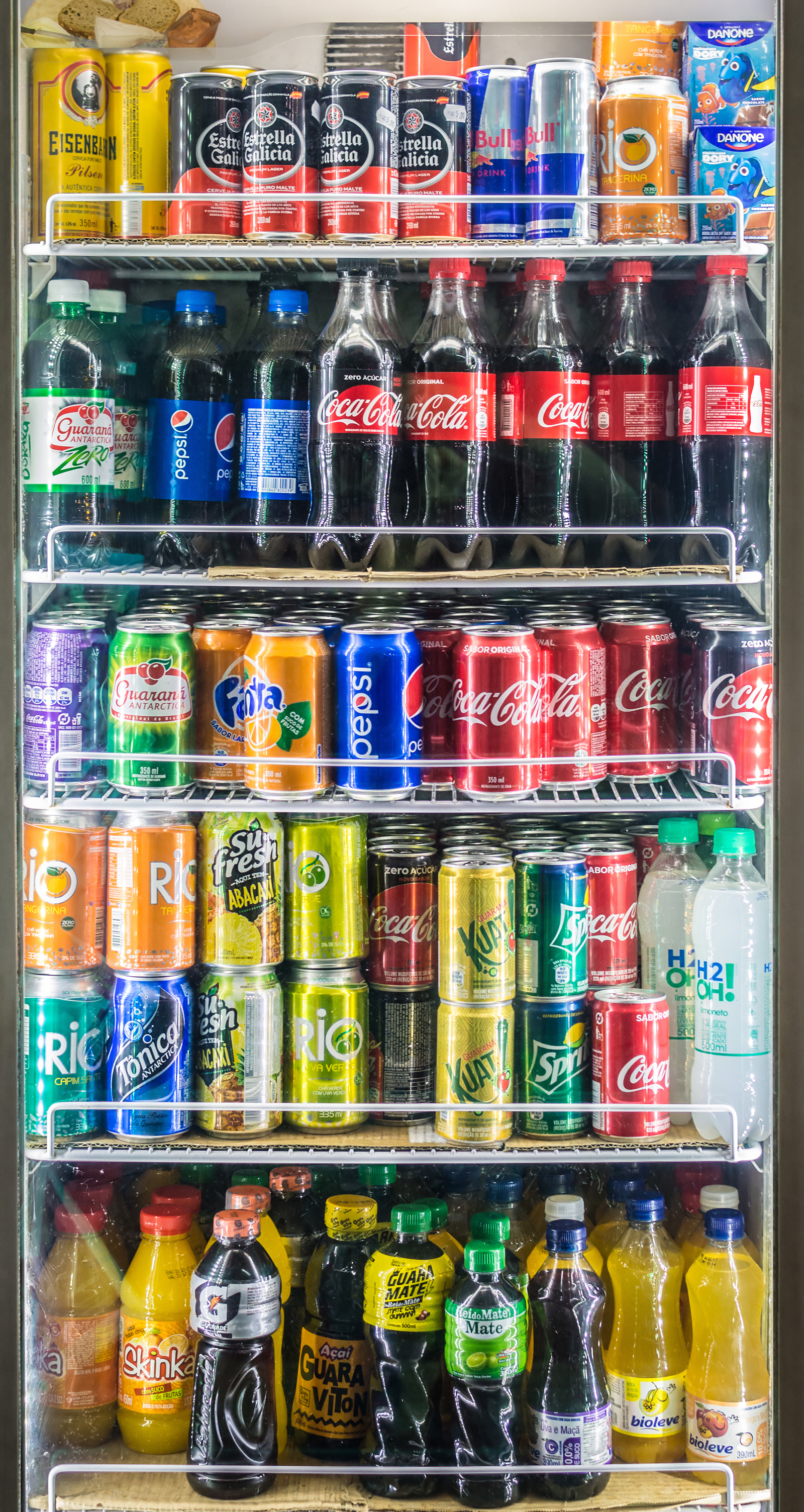
La libertad de elegir qué marca y sabor de soda para comprar está relacionada con la competencia en el mercado.

En la microeconomía, la libertad de elección es la libertad de los agentes económicos para asignar sus recursos a su gusto, entre las opciones (tales como bienes, servicios o activos) a su disposición. Incluye la libertad de contratar un empleo disponible para ellos.
Ratner et al., En 2008, citaron la literatura sobre el paternalismo libertario que afirma que los consumidores no siempre actúan en su propio interés. Atribuyen este fenómeno a factores como la emoción, las limitaciones cognitivas y los sesgos, y la información incompleta que ellos afirman puede ser subsanada por varias intervenciones propuestas. Discutieron proporcionar a los consumidores herramientas de información y decisión, organizar y restringir sus opciones de mercado, aprovechar las emociones y gestionar las expectativas. Cada uno de ellos, afirman, podría mejorar la capacidad de los consumidores para elegir.
Sin embargo, la libertad económica para elegir en última instancia depende de la competencia en el mercado, ya que las opciones disponibles de los compradores suelen ser el resultado de varios factores controlados por los vendedores, como la calidad general de un producto o un servicio y publicidad. En el caso de que exista un monopolio, el consumidor ya no tiene la libertad de elegir comprar a un productor diferente. Como señaló Friedrich Hayek:

Nuestra libertad de elección en una sociedad competitiva descansa en el hecho de que, si una persona se niega a satisfacer nuestros deseos, podemos pasar a otra. Pero si nos enfrentamos a un monopolista estamos a su absoluta misericordia. Y una autoridad que dirigiese todo el sistema económico sería el más poderoso monopolista concebible.
Friedrich Hayek, Camino de servidumbre

Como se muestra en la cita anterior, los pensadores libertarios son a menudo fuertes defensores de la creciente libertad de elección. Un ejemplo de esto es Libro y serie de televisión Libre para elegir de Milton Friedman.
No hay consenso en cuanto a si un aumento en la libertad económica de elección conduce a un aumento de la felicidad. En un estudio, el índice 2011 de la Heritage Foundation de Libertad Económica mostró una fuerte correlación entre su Índice de Libertad Económica y la felicidad en un país.

## Medir la libertad de elección
El enfoque axiomático-deductivo se ha utilizado para abordar la cuestión de medir la cantidad de libertad de elección (FoC) que un individuo disfruta. En un artículo de 1990, Prasanta K. Pattanaik y Yongsheng Xu presentaron tres condiciones que una medida de FoC debería satisfacer:
1. Indiferencia entre situaciones de no elección. Tener una sola opción equivale al mismo FoC, no importa cuál sea la opción.
2. Monotonicidad estricta. Tener dos opciones distintas x e y es más FoC que tener sólo la opción x.
3. Independencia. Si una situación A tiene más FoC que B, añadiendo una nueva opción x a ambos (no contenida en A o B), A seguirá teniendo más FoC que B.

Ellos demostraron que la cardinalidad es la única medida que satisface estos axiomas, lo que ellos observaron como contraintuitivo y sugestivo de que uno o más axiomas deberían ser reformulados. Ellos lo ilustran con el ejemplo de la opción "viajar en tren" o "viajar en auto", que debería producir más FoC que la opción "viajar en coche rojo" o "viajar en coche azul". Se han hecho algunas sugerencias para resolver este problema, reformulando los axiomas, incluyendo usualmente conceptos de preferencias, o rechazando el tercer axioma.

## Relación con la felicidad
Un estudio realizado en 2006 por Simona Botti y Ann L. McGill mostró que cuando los sujetos se presentaban con opciones diferenciadas y tenían la libertad de elegir entre ellos, su elección aumentó su satisfacción con el positivo y la insatisfacción con los resultados negativos, en comparación con los que no eligidores.
Un estudio realizado en 2010 por Hazel Rose Markus y Barry Schwartz recopiló una lista de experimentos sobre la libertad de elección y argumentó que "demasiada elección puede producir una incertidumbre paralizante, depresión y autosuficiencia". Schwartz sostiene que las personas frecuentemente experimentan arrepentimiento debido a los costos de oportunidad por no tomar una decisión óptima y que, en algunos escenarios, la satisfacción general de la gente es a veces más alta cuando una decisión difícil es tomada por otra persona en lugar de por sí misma, incluso cuando la otra persona es peor. Schwarts había escrito un libro y dado discursos criticando el exceso de opciones en la sociedad moderna, aunque reconociendo que "una elección es mejor que ninguna".